# Raad van toezicht
Met de term raad van toezicht wordt in Nederland meestentijds geduid op het toezichthoudende orgaan van stichtingen en verenigingen, ook wel intern toezicht genoemd. Dit orgaan heeft in de besturing van de rechtspersoon de verantwoordelijkheid toezicht te houden op de doelrealisatie van de rechtspersoon zoals die door het bestuur wordt verwerkelijkt. Een centrale wettelijke taak van het intern toezicht is voorts het benoemen, schorsen en ontslaan van het (uitvoerend) bestuur.  

## Kenmerken
Een raad van toezicht is een intern toezichthoudend orgaan van een rechtspersoon. Men gaat er vaak van uit dat de raad van toezicht ook een maatschappelijk toezichthoudend orgaan is, wat betekent dat de raad namens de eigenaren of oprichters van de rechtspersoon, belanghebbenden, de samenleving, de overheid, of een combinatie van deze partijen toezicht uitoefent. Deze relatie is echter vaak niet of onvoldoende juridisch geborgd. 
De raad van toezicht van stichtingen of verenigingen is niet opgenomen in het Burgerlijk Wetboek. In 2015 is begonnen met het wetgevingsproces om het raad van toezicht bestuursmodel in het wetboek op te nemen. Dit heeft geresulteerd in de Wet Bestuur en Toezicht Rechtspersonen (WBTR) die in 2021 in werking is getreden. Deze wet beoogt de regelgeving rond bestuur en toezicht voor alle domeinen te harmoniseren.
In elk geval moeten de leden van de raad van toezicht te allen tijde handelen in het belang van de doelstellingen van de stichting of vereniging, zonder opdracht en onafhankelijk van bijkomstige belangen.

## Takenpakket
Concreet houdt de raad toezicht op:
- de maatschappelijke effecten of het maatschappelijke resultaat van de stichting of vereniging
- de realisatie van het doel van de rechtspersoon
- de daartoe gestelde doelen van beleid en strategie
- het beleid en beheer van het bestuur met de bijbehorende resultaten en prestaties en risico's
- het naleven van wet- en regelgeving
- het voldoen aan de eisen van de financiële verslaggeving
- de interne controle en risicobeheersing
- de te leveren kwaliteit en kwantiteit van producten en diensten
- de doelmatigheid en efficiëntie
- de integriteit en indien van toepassing de identiteit.

De verantwoordelijkheden en bevoegdheden van de raad van toezicht zijn:
- het toezicht houden op het bestuur en de besturen.
- het adviseren van het bestuur.
- het zorg dragen voor de regelgeving van de rechtspersoon door het vaststellen van zijn statuten en van het reglement van toezicht en door het goedkeuren van het reglement van het bestuur.
- het benoemen, schorsen en ontslaan van het bestuur evenals het optreden als bevoegd werkgever van het bestuur
- het regelen van zijn eigen werkzaamheden, zoals zijn informatievoorziening, samenstelling en kwaliteit, deskundigheidsbevordering of honorering.

Over de uitoefening van deze verantwoordelijkheden en bevoegdheden legt de raad verantwoording af in een eigen jaarverslag. Gebruikelijk is dat dit verslag bij het jaarverslag van de raad van bestuur wordt gevoegd.

## Benoeming
Bij de stichtingen benoemt de raad van commissarissen of de raad van toezicht zichzelf, behoudens wettelijk voorgeschreven voordrachten dan wel bindende voordrachten. Bij de vereniging benoemt de algemene ledenvergadering deze raad.

## Verwante begrippen
Een raad van toezicht wordt in sommige gevallen ook als de raad van commissarissen aangeduid. Deze laatste term was tot 2021 gereserveerd voor het toezichtsorgaan van de kapitaalvennootschappen (de NV/BV). Met de inwerkingtreding van de WBTR kunnen de termen raad van toezicht of raad van commissarissen naar keuze worden gebruikt in iedere sector. In de woningcorporaties (doorgaans ook stichtingen) was dit al langer gebruikelijk. Een lid van de raad van toezicht heet een (intern) toezichthouder. Een lid van een raad van commissarissen is ook intern toezichthouder, maar wordt ook wel commissaris genoemd.
De term raad van toezicht wordt eveneens gebruikt voor een toezichthoudend orgaan dat door de overheid ingesteld is om toezicht namens de overheid op een zelfstandige organisatie uit te oefenen. Dit dient onderscheiden te worden van organisaties voor extern toezicht die onderdeel van de overheid zelf zijn en toezicht op een sector als geheel houden.